# توني كاتيش
توني كاتيش مواليد 9 يوليو 1992 في ماكارسكا، هو لاعب كرة سلة كرواتي. بدأ مسيرته الاحترافية في سنة 2009. يلعب كلاعب هجوم خلفي. لعب مع نادي سبليت لكرة السلة ونادي سيدفيتا لكرة السلة في الدوري الكرواتي لكرة السلة الدرجة الأولى.

## روابط خارجية
- توني كاتيش على موقع الاتحاد الدولي لكرة السلة (الإنجليزية)
- توني كاتيش على موقع كرة السلة الأوروبية.كوم (الإنجليزية)
- توني كاتيش على موقع ريلجم (الإنجليزية)
- توني كاتيش على موقع بروبوليرز (الإنجليزية)
- توني كاتيش على موقع سبورتس رفرنس (الإنجليزية)